# Sandrine Mörch
Sandrine Mörch, née le 13 novembre 1961 à Issy-les-Moulineaux en France est une journaliste, présentatrice de télévision, réalisatrice et femme politique française, membre de La République en marche. Elle est députée de la neuvième circonscription de Haute-Garonne de 2017 à 2022.

## Biographie
Sandrine Mörch est née en 1961 à Issy-les-Moulineaux. Titulaire d’un DEA d’Allemand et diplômée du Centre universitaire d’enseignement du journalisme de Strasbourg, elle fait ses premiers pas de journaliste en 1985, en Corse puis à Toulouse (Télé Toulouse). Dès 1990, elle réalise de nombreux reportages sur les pays en guerre, en collaboration avec Médecins sans frontières, afin d’alerter l’opinion publique sur les conflits oubliés (Libéria, Rwanda, Sri Lanka, Kurdistan, etc.).
Elle poursuit sa carrière en tant que présentatrice de journaux télévisés et de magazines (La Ruée vers l’Air pour France 3, 360° Geo pour Arte) et comme journaliste de terrain pour TF1, France 2 et Arte. Intégrée à la rédaction de France 3 Midi-Pyrénées en 2012, elle sillonne le département depuis, recueillant les témoignages de ses habitants.

### Députée de laXVelégislature
Investie par La République en marche, elle arrive en tête à l’issue du premier tour des élections législatives avec 36,96 %, devant le candidat de La France insoumise Manuel Bompard. Sandrine Mörch est élue au deuxième tour avec 52.3 % des voix,.
À l’Assemblée nationale, elle est membre de la Commission des Affaires culturelles et de l'Éducation. Fin février 2018, elle y est désignée co-rapporteure de la mission sur la prévention de la radicalisation dans l’enseignement.
En septembre 2019, avec d'autres députés de l'aile gauche du groupe LREM, elle signe une tribune appelant à répartir les migrants dans les zones rurales en pénurie de main-d'œuvre.
Le 24 novembre 2020, elle fait partie des dix députés LREM qui votent contre la proposition de loi relative à la sécurité globale.
Courant 2020, elle rejoint le parti En commun, s'inscrivant ainsi dans le courant social-écologiste de la majorité présidentielle.
Le 2 septembre 2021, elle est chargée par le premier ministre Jean Castex d'une mission sur les « obstacles à l'éducation des enfants », sur la base du constat que plus de 100 000 enfants en France sont de fait exclus de l'école. 
Candidate à sa propre succession, sous la bannière « Ensemble ! », lors des élections législatives de 2022, elle est battue au second tour par Christine Arrighi (NUPES). 